# Strychnos nux-vomica
Strychnos nux-vomica, numit și arborele de stricnină este o specie de arbore cu frunze caduce nativ din India și Asia de Sud-Est. Această specie de mărime medie aparține familiei Loganiaceae. Are frunzele ovate cu mărimi între 5,1–8,9 cm.
Arborele reprezintă o sursă majoră de alcaloizi specifici foarte toxici (stricnina și brucina), care se găsesc în semințele din fructele sferice, de culoare verde până la portocalie.